# Осипова, Надежда Геннадьевна
Наде́жда Генна́дьевна О́сипова (род. 20 июля 1958, Москва, РСФСР, СССР) — выдающийся российский социолог, заведующий кафедрой истории и теории социологии, доктор социологических наук (1997), профессор (2005), декан социологического факультета МГУ им. М. В. Ломоносова, действительный член Российской академии социальных наук (2004), заслуженный профессор Московского университета (2023).

## Биография
Надежда Геннадьевна Осипова родилась в Москве в семье ученых-обществоведов Осипова Г. В. и Осиповой Е. В.. В 1975 г. окончила специальную школу с преподаванием ряда предметов на французском языке и поступила на факультет психологии Московского государственного университета имени М. В. Ломоносова. Специализировалась по кафедре социальной психологии (зав. кафедрой — проф. Г. М. Андреева), где выполнила дипломную работу, став затем лауреатом конкурса на «Лучшую студенческую работу СССР». В 1980 г. окончила данный факультет и получила квалификацию «психолог, преподаватель психологии».
С 1980 по 1982 г. работала стажером-исследователем Всесоюзного научно-исследовательского института системных исследований ГКНТ СССР и АН СССР, занималась проблемами принятия решений в условиях многокритериальных альтернатив, оценкой вероятностей, моделированием социальных и политических ситуаций.
С 1982 по 1985 г. обучалась в очной аспирантуре Института социологии РАН; в 1986 г. защитила кандидатскую диссертацию на соискание ученой степени кандидата философских наук на тему «Ценностные ориентации советской студенческой молодежи в условиях обострения идеологической борьбы». В 1986—1987 гг. продолжала работать в Институте социологии РАН в Отделе социологии пропаганды.
С 1987 по 1991 г. являлась научным, затем старшим научным сотрудником Научного центра ВЦСПС, заместителем Председателя профкома по трудовым вопросам. В 1989 г. в результате победы на Всесоюзном конкурсе для молодых членов Советской социологической ассоциации, объявленном представителями академических кругов Великобритании (в частности, Британской академией, Советом по экономическим и социальным исследованиям и рядом других), проходила обучение в Первой летней школе молодых советских социологов, организованной на базе Манчестерского университета.
В 1991—1993 гг. работала заведующей лабораторией социологических исследований Совместного советско-норвежского предприятия «СОТЕКО», заместителем директора по международному и научному сотрудничеству Многопрофильного предприятия «ЮМА». В эти годы принимала активное участие во Всесоюзных социологических исследованиях по проблемам занятости и высвобождения работников, организации промышленного производства в России, в международных исследованиях, посвященных проблемам молодежи, являлась автором научных и научно-популярных публикаций на тему защиты интересов социально-профессиональных групп трудящихся, вела активную общественную деятельность.
Надежда Геннадьевна Осипова поступила на работу на социологический факультет МГУ имени М. В. Ломоносова в 1994 г. Сначала работала в должности старшего научного сотрудника кафедры методики конкретных социологических исследований (1994—1999 гг.), затем — в должности профессора кафедры истории и теории социологии.
В 1997 г. Н. Г. Осипова защитила диссертацию на соискание ученой степени доктора социологических наук на тему «Современная социология во Франции (теоретико-методологический анализ)», получив ученую степень доктора социологических наук. В 2005 г. была удостоена ученого звания профессора по кафедре истории и теории социологии.
1 июля 2014 г. профессор Н. Г. Осипова, по представлению ректора МГУ имени М. В. Ломоносова, была назначена исполняющей обязанности декана социологического факультета, а 13 октября 2014 г. — избрана Ученым советом МГУ деканом социологического факультета.
Профессор Н. Г. Осипова активно участвует в крупных общероссийских и международных социологических форумах, профессиональной и общественной жизни социологического сообщества. Являлась членом Советской социологической ассоциации, Всероссийского общества социологов и демографов, Международной социологической ассоциации, членом экспертной комиссии по обществознанию Российского совета олимпиад школьников.
Председатель Учебно-методического объединения по социологии и социальной антропологии; главный редактор журнала «Вестник Московского университета. Серия 18. Социология и политология», член Диссертационного совета по социологическим наукам при социологическом факультете МГУ, член Научного совета при ИСПИ РАН.

## Основные публикации
Профессор Н. Г. Осипова — автор более 100 научных трудов, в числе которых монографии, учебники и учебные пособия, статьи в энциклопедических изданиях и научных журналах.
Н. Г. Осиповой опубликованы:
Научные монографии: «Генетический структурализм Пьера Бурдье» (1996), «Предмет социологии во Франции» (1997), «Учение К. Маркса и марксизм в Западной социологии» (2000), «Становление и развитие западной социологии» (2002), «Западная социология» (в соавторстве с В. В. Афанасьевым, 2010).
Учебники и учебно-методические пособия: «История социологии в Западной Европе и США» (в соавторстве, 1999), «История социологии (XIX — середина XX в.)» (под ред. В.И. Добренькова, в соавторстве, 2004), «Кандидатская диссертация по социологии» (в соавторстве, 2005), «Профессия — социолог» (2009), «Методология и методы научной работы» (в соавторстве, 2009), «История социологии: учебник» (отв. ред. Г. В. Осипов, В. П. Култыгин (член авторского коллектива), 2010), «История западной социологии (20-60-е гг. ХХ в.)» (учебник для вузов, в соавторстве, 2012).
Статьи в следующих энциклопедических изданиях: «Российская социологическая энциклопедия» (под ред. академика РАН Г. В. Осипова, 1998), «Социологическая энциклопедия» (под ред. член-корр. РАН В. Н. Иванова: в 2 тт., 2003), «Энциклопедический словарь „Эффективная коммуникация: история, теория, практика“» (2005), «Социологический словарь» (2010).
Серия статей в высокорейтинговых журналах: «Вестник Московского университета. Серия 18. Социология и политология)», «Социология», «Наука, политика, предпринимательство».